# کمال‌الدین حسین خوارزمی
کمال‌الدین حسین بن حسن کبراوی ذهبی خوارزمی (متوفی ۸۴۰ (قمری)) نویسنده و شاعر سده نهم هجری

## زندگی‌نامه
نام او کمال‌الدین حسین خوارزمی است. محل تولدش مشخص نیست. او احتمالاً از مردم قصبه قصا در خوارزم یا قاشان ماوراءالنهر بود که نام آن را قاسم هم نوشته‌اند. او ادیب شاعر و عارف قرن ۸ و نیمه اول قرن ۹ است. او در خوارزم کار قضاوت را بر عهده داشته‌است.
خاقانی از جمله شاعرانی بوده که بر او تأثیر گذاشته.
در روزگار شاهرخ میرزا، به خاطر سرودن یک بیت شعر مورد تکفیر حنفیان هرات واقع شد اما، چیزی بر او ثابت نشد. وی در خوارزم به زخم تیغ طایفه‌ای سپاه ازبک در سال ۸۴۰ هجری کشته شد و در کنار قبر استادش، خواجه ابوالوفا دفن شد.
اشعار
از قالب‌هایی که در آن توانایی داشته غزلسرایی بود. از آثار وی می‌توان شرح شواهد مغنی اللبیب و شرح شواهد مطول و حاشیه بر شرح تجرید و شرح مطالع را نام برد.
ویژگی اشعار
او از شاعران قرن ۶ و ۷ و ۸ هجری بهره گرقته و مضامین و ترکیباتی را از آنان گرفته و در بین اشعار و اندیشه خود به کار برده‌است. او در ۴ زمینه از دیگران بهره گرفته:
1. در زمینه وزن و قافیه و ردیف
2. در زمینه تضمین
3. در زمینه ترکیبات و اصطلاحات
4. در زمینه مضمون

## آثار
از آثار وی:
- «جواهر الاسرار و ظواهر الانوار»
- شرحی بر «مثنوی» مولوی
- «شرح قصیده برده»، به ترکی خوارزمی
- «کنز الحقایق»
- «دیوان» اشعار، در بر گیرنده غزلیات و قصایدی در مدح ائمه